# Fresno, Tolima
Fresno là một khu tự quản thuộc tỉnh Tolima, Colombia. Thủ phủ của khu tự quản Fresno đóng tại Fresno Khu tự quản Fresno có diện tích 208 ki lô mét vuông. Đến thời điểm ngày 28 tháng 5 năm 2005, khu tự quản Fresno có dân số 29908 người.